# Valve Index
Valve Index是一款由Valve创建和制造的虚拟现实头显。于2019年4月30日公布，该头显于2019年6月28日发布。
Valve Index是Valve首款自主研发制造的虚拟现实头显，在Valve的虚拟现实游戏《半衰期：爱莉克斯》发布之前发布。根据工作人员的采访，在2015年左右，在他们与HTC发布Vive头显之前，就开始了对一款完全第一方头显的开发。